# Ђерола А (Виченца)
Ђерола А је насеље у Италији у округу Виченца, региону Венето.
Према процени из 2011. у насељу је живело 58 становника. Насеље се налази на надморској висини од 335 м.